# Аберг, Александр Рихард
Александр Рихард Аберг (11 июля 1881, Kolga Rural Municipality — 15 февраля 1920, Армавир, Кубанская область) — российский профессиональный борец эстонского происхождения, многократный чемпион мира по греко-римской и вольной борьбе. Был одним из самых выдающихся атлетов начала XX века наряду с такими всемирно известными российскими спортсменами, как Георг Лурих и Георг Хакеншмидт.

## Смерть
Перед Первой мировой войной Аберг вместе с другом и товарищем по борьбе Георгом Лурихом ездил в США, чтобы выступать перед американской публикой. После возвращения домой через Японию, Китай и Россию в 1917 году, осенью они прибыли в Эстонию. Они приняли участие в турнире по борьбе в Ревеле, который остался незавершенным из-за приближения немецких войск. Спортсмены отправились в Санкт-Петербург и далее на юг России. Гражданская война в России означала прекращение работы в Санкт-Петербурге и Москве. Условия оказались лучше на юге, который контролировала Белая армия. Однако война распространилась и туда, и борцам пришлось бежать дальше вглубь, остановившись в Армавире. Их целью было покинуть Россию через Черное море на лодке.
В начале 1920 года боевые действия дошли до Армавира, город несколько раз переходил из рук в руки, погибло много мирных жителей. Теплая зима принесла эпидемию брюшного тифа. Из-за войны было трудно получить медицинскую помощь. Первым заболел Лурих и умер 20 января 1920 года. Аберг также заразился тифом, но сумел преодолеть болезнь. Однако позже он заболел пневмонией и умер 15 февраля 1920 года. Борцы были похоронены в одной могиле на немецком кладбище Армавира.